# Devil's Workshop
Devil's Workshop es el segundo de dos álbumes de Frank Black and the Catholics lanzados de forma simultánea el 20 de agosto de 2002. La canción "His Kingly Cave" fue grabado originalmente para un álbum de 2002 que nunca llegó a ver la luz, Sunday Sunny Mill Valley Groove Day. La música de "Velvety" viene de una cara B de Pixies, llamada "Velvety Instrumental Version".

## Lista de canciones
1. "Velvety"
2. "Out of State"
3. "His Kingly Cave"
4. "San Antonio, TX"
5. "Bartholomew"
6. "Modern Age"
7. "Are You Headed My Way?"
8. "Heloise"
9. "The Scene"
10. "Whiskey in Your Shoes"
11. "Fields of Marigold"

## Personal
- Frank Black: voz, guitarra
- Scott Boutier: batería, voz
- David McCaffery: bajo, voz
- Dave Philips: guitarra, steel guitar, voz
- Joey Santiago: guitarra
- Lyle Workman: guitarra
- Moris Tepper: guitarra
- Rob Laufer: teclados
- Eric Drew Feldman: teclados
- Stan Ridgway: teclados
- Ben Mumphrey: maracas